# Cool Hand Luke (gruppo musicale)
Cool Hand Luke è un gruppo alternative rock, indie e emo formatosi a Nashville, Stati Uniti.

## Storia
I Cool Hand Luke furono inizialmente formati da Brandon Morgan e Jason Hammil nel 1998, mentre frequentavano la Middle Tennessee State University. Per il nome della band si ispirarono all'omonimo film del 1967 con protagonista Paul Newman. All'inizio lo stile della band era punk rock, sebbene la gamma del sound cambiò rapidamente quando Mark Nicks si unì al gruppo. Con Nick alla batteria e alla voce, i Cool Hand Luke diventarono noti per suonare con la schiena rivolta al pubblico canzoni lunghe, emotivamente espressive e testi profondamente introspettivi. Passarono all'etichetta Floodgate Records nel 2002 pubblicando due album: Wake Up, O Sleeper e The Fires of Life. Dopo una lunga pausa i Cool Hand Luke pubblicano un album retrospettivo dal titolo The Balancing Act.
Nell'ottobre 2008, pubblicano il loro nuovo disco, The Sleeping House, per Lujo Records.
L'album, prodotto da Matt Goldman, mostra diverse influenze come i Shudder to Tink e Keane; il disco comprende dodici canzone pianistiche con un'intensità, profondità e cupezza mai viste nel lavoro dei Cool Hand Luke.

## Formazione

### Formazione attuale
- Mark Nicks – voce, batteria, tastiere/piano (studio) (ex-The Chariot)

### Altri componenti
- Casey McBride – basso (2006–2008)
- Jason Hammil – chitarra (1998–2003)
- Chris Susi – chitarra (2004)
- Brandon Morgan – basso (1998–2004)
- Philip Smith – batteria (live) (2006–2008)
- Joey Holman – chitarra (2006–2009)

## Discografia
- 1998 Demo Schmemo
- 1999 ...So Far EP
- 2001 I Fought Against Myself
- 2003 Wake Up, O Sleeper
- 2004 The Fires of Life, Floodgate Records
- 2007 The Balancing Act, Floodgate Records
- 2008 The Sleeping House, Lujo Records